# 永迫舞
永迫 舞（ながさこ まい、1975年1月26日 - ）は、日本の元女性声優。マウスプロモーションに所属していた。ただし、『東京魔人學園伝奇』シリーズや『九龍妖魔學園紀』など、シャウトデザインワークス関連作品にはその後も出演している。

## 出演
太字はメインキャラクター。

### テレビアニメ
- 超者ライディーン（1996年、女生徒）
- 星方武侠アウトロースター（1998年、アナウンス）
- セラフィムコール（1999年、桜瀬愛）
- 週刊ストーリーランド「謎のアルバイト」（1999年、子供）
- ガイスターズ FRACTIONS OF THE EARTH（2001年、セルマ・エガティス）
- ギャラクシーエンジェル（2001年、クライズマン〈少年〉）

### OVA
- 10+1ぴきのかえる（2006年、ケロコ）

### ゲーム
- 爆れつハンター それぞれの想い…のわぁんちゃって（1997年、女の子）
- ラグナキュール / LEGEND（1997年 - 2000年、リーヴ） - 2作品
- 東京魔人學園剣風帖（1998年、高見沢舞子、マリィ・クレア、舞園さやか）
- スパイロ×スパークス トンでもツアーズ（2000年、宝石ネズミ、グレータ 他）
- Screen（2000年、高坂舞子）
- ROOMMANIA#203（2000年）
- 侍（2002年、黒生金太郎）
- SHINE〜言葉を紡いで〜（2002年、秋月マイ）
- 東京魔人學園外法帖（2002年、涼浬、ほのか）
- 九龍妖魔學園紀（2004年 - 2020年、白岐幽花[2]） - 3作品
- 魔都紅色幽撃隊（2014年、舞園さやか）

### 吹き替え
- 逢いたくてヴェニス（フロリアン）
- アボンリーへの道（ジェーン・スプライ）
- インデペンデンス・デイ（パトリシア・ホイットモア〈メイ・ホイットマン〉[3]）※テレビ朝日版（日本語吹替完全版Blu-rayBOX収録）
- 宇宙船レッド・ドワーフ号（コチャンスキー〈子供時代〉）
- 月下の恋（ジュリエット・アッシュ〈ヴィクトリア・シャレット〉）
- サイモン・バーチ（スチュアート）
- シークレット 嵐の夜に（リンダ）
- スター・ウォーズ エピソード1/ファントム・メナス（ミリー）
- スタートレック:ヴォイジャー（ナオミ・ワイルドマン）
- ストーム・オブ・ザ・センチュリー（ラルフィー・アンダーソン）
- 捜査官クリーガン（ルイーズ・クリーガン）
- タンタンの冒険旅行（ミアルカ）
- ドクター・ドリトル（ドリトル少年）
- トゥーストゥーピッドドッグス（ケニー・ファウラー）
- ひとりぼっちのショーン（妹）
- ベイブ2（子猫）
- ヘラクレス（ファンの女の子達）
- ホーム・アローン（ブルック・マカリスター〈アンナ・スロットキー〉）※テレビ朝日版（日本語吹替完全版Blu-ray BOX収録）
- 炎の少女チャーリー（アンドリュー）
- レ・ミゼラブル（女の子）
- パーシーとどうぶつたち（ネズミ弟）
- リトルフット（首ながの子）

### ドラマCD
- 九龍妖魔學園紀 ドラマCD 第壱巻推理編・第弐巻解決編
- サクラ大戦 COMPLETE DRAMA CD-BOX
- 東京魔人學園剣風帖 伍周年記念ドラマCD 東京魔人學園黄龍祭 第壱巻推理篇・第弐巻解決編
- 東京魔人學園 奏楽抄人之章

## ディスコグラフィ

### その他参加楽曲
| 発売日         | 商品名             | 歌                                                                                           | 楽曲                    | 備考                               |
| -------------- | ------------------ | -------------------------------------------------------------------------------------------- | ----------------------- | ---------------------------------- |
| 1998年11月18日 | 東京魔人學園奏楽抄 | 堀江由衣、浅川悠、川鍋雅樹、石黒貴之、笹沼晃、加瀬康之、斉藤周、小上裕通、津村まこと、永迫舞 | 「真神学園校歌 桜之社」 | ゲーム『東京魔人學園剣風帖』挿入歌 |